# Liste der portugiesischen Botschafter in China
Die Liste der portugiesischen Botschafter in China listet die Botschafter Portugals in China auf. Die ersten Beziehungen wurden mit der Ankunft der portugiesischen Entdecker in China 1513 begründet. Und so geht auch die Geschichte der ersten portugiesischen Botschaft auf den Beginn des 16. Jahrhunderts zurück, als die ersten Handelsbeziehungen zwischen Portugal und China etabliert wurden.
Der heutige portugiesische Botschafter residiert in 8, Dong Wu Jie, San Li Tun, Beijing 100600.
| Ernannt / Akkreditiert | Name                                                   | Bemerkungen                                            | ernannt während der Regierung von | akkreditiert während der Regierung | Posten verlassen   |
| ---------------------- | ------------------------------------------------------ | ------------------------------------------------------ | --------------------------------- | ---------------------------------- | ------------------ |
| 1513                   | Jorge Álvares                                          |                                                        | Manuel I.                         | Zhengde                            |                    |
| 1517                   | Tomé Pires                                             |                                                        | Manuel I.                         | Zhengde                            |                    |
| 1667                   | Emmanuel de Saldanha                                   |                                                        | Alfons VI.                        | Kangxi                             |                    |
| 1726                   | Alexandre Metello de Sousa e Menezes                   |                                                        | Johann V.                         | Yongzheng                          |                    |
| 1752                   | Francisco Xavier de Alsis Pacheco e Sampaio            |                                                        | Joseph I.                         | Qianlong                           |                    |
| 1862                   | Izidoro Francisco Guimarães                            | (since created Visconde de Praia Grande).              | Ludwig I.                         | Cixi                               |                    |
| 1864                   | José Rodrigues Coelho do Amaral                        |                                                        | Ludwig I.                         | Cixi                               |                    |
| 1887                   | Tomás de Sousa Rosa                                    | (* 1867; † 1929)                                       | Ludwig I.                         | Cixi                               |                    |
| 1862                   | Izidoro Francisco Guimarães                            |                                                        | Ludwig I.                         | Cixi                               |                    |
| 1864                   | José Rodrigues Coelho do Amaral                        | Gouverneur von Macao                                   | Ludwig I.                         | Cixi                               |                    |
| 1867                   | Josè Maria Ponte e Horta                               |                                                        | Ludwig I.                         | Cixi                               |                    |
| 1869                   | Almirante António Sergio de Souza                      |                                                        | Ludwig I.                         | Cixi                               |                    |
| 1872                   | Conde de São Januário                                  |                                                        | Ludwig I.                         | Cixi                               |                    |
| 1875                   | José Maria Lobo d’Avila                                |                                                        | Ludwig I.                         | Cixi                               |                    |
| 1877                   | Carlos Exjgenio Correia da Silva                       |                                                        | Ludwig I.                         | Cixi                               |                    |
| 1880                   | Joaquim José da Graça                                  | 1879–1883: Gouverneur von Macao                        | Ludwig I.                         | Cixi                               |                    |
| 1883                   | Tomás de Sousa Rosa                                    | 1883–1887: Gouverneur von Macao                        | Ludwig I.                         | Cixi                               |                    |
| 1886                   | Firmino Jose da Costa                                  | Cixi                                                   | Ludwig I.                         | Cixi                               |                    |
| 1889                   | Francisco Teixeira da Silva                            |                                                        | Karl I.                           | Cixi                               |                    |
| 1891                   | Custódio Miguel de Borja                               |                                                        | Karl I.                           | Cixi                               |                    |
| 1894                   | José Maria de                                          |                                                        | Karl I.                           | Cixi                               |                    |
| 1897                   | Eduardo Augusto Rodrigues Galhardo                     | (1845; † 1908)                                         | Karl I.                           | Cixi                               |                    |
| 1902                   | José Azevedo Castetxo Bhanco                           |                                                        | Karl I.                           | Cixi                               |                    |
| 25. Apr. 1908          | David Cohen, Barão de Sendal                           | Legationssekretär, (* 1839; † 16. Juli 1913 in Berlin) | Manuel II.                        | Pu Yi                              |                    |
| 20. Jan. 1914          | José Batalha de Freitas                                | Ministro Plenipotenciário                              | Teófilo Braga                     | Yuan Shikai                        | 13. März 1925      |
| 8. Okt. 1925           | João António de Bianchi                                | Ministro Plenipotenciário                              | Manuel Teixeira Gomes             | Duan Qirui                         | 25. März 1929      |
| 25. März 1929          | Luís Esteves Fernandes                                 | Geschäftsträger                                        | António Óscar de Fragoso Carmona  | Chiang Kai-shek                    | 6. Januar 1931     |
| 30. Dez. 1930          | Armando Navarro                                        | Ministro Plenipotenciário                              | António Óscar de Fragoso Carmona  | Chiang Kai-shek                    | 7. Februar 1938    |
| 11. Juli 1938          | João Maria da Silva Lebre e Lima                       | Ministro Plenipotenciário                              | António Óscar de Fragoso Carmona  | Lin Sen                            | 16. Oktober 1945   |
| 11. Okt. 1946          | João de Barros Ferreira da Fonseca                     | Ministro Plenipotenciário                              | António Óscar de Fragoso Carmona  | Chiang Kai-shek                    | 1950               |
| 26. Apr. 1979          | João de Deus Pereira Bramão Ramos                      | Geschäftsträger                                        | António Ramalho Eanes             | Ye Jianying                        | 10. September 1979 |
| 19. Sep. 1979          | António Eduardo de Carvalho Ressano Garcia             | Botschafter                                            | António Ramalho Eanes             | Ye Jianying                        | 13. Juli 1982      |
| 8. Juni 1982           | António Leal da Costa Lobo                             | Botschafter                                            | António Ramalho Eanes             | Ye Jianying                        | 1. Juni 1985       |
| 19. Aug. 1985          | Octávio Neto Valério                                   | Botschafter                                            | António Ramalho Eanes             | Li Xiannian                        | 31. August 1989    |
| 29. Sep. 1989          | José Manuel Peixoto de Vilas Boas de Vasconcelos Faria | Botschafter                                            | Mário Soares                      | Yang Shangkun                      | 30. Oktober 1993   |
| 13. Okt. 1993          | José Manuel Duarte de Jesus                            | Botschafter                                            | Mário Soares                      | Jiang Zemin                        | 6. April 1997      |
| 6. Apr. 1997           | Pedro Manuel dos Reis Alves Catarino                   | Botschafter                                            | Jorge Sampaio                     | Jiang Zemin                        | 28. September 2002 |
| 7. Okt. 2002           | António Nunes de Carvalho Santana Carlos               | Botschafter                                            | Jorge Sampaio                     | Jiang Zemin                        | 1. Oktober 2006    |
| 2. Okt. 2006           | Rui Quartin Santos                                     | Botschafter                                            | Aníbal Cavaco Silva               | Hu Jintao                          | 6. Mai 2010        |
| 8. Mai 2010            | José Tadeu da Costa Soares                             | Botschafter                                            | Aníbal Cavaco Silva               | Hu Jintao                          | 4. April 2013      |
| 15. Nov. 2017          | José Augusto de Jesus Duarte                           | Botschafter                                            | Marcelo Rebelo de Sousa           | Xi Jinping                         | Oktober 2022       |
| 7. Okt. 2022           | Paulo Jorge Pereira do Nascimento                      | Botschafter                                            | Marcelo Rebelo de Sousa           | Xi Jinping                         |                    |